# Louis Thollon
Louis Thollon (Ambronay, 2 de maio de 1829 – Nice, 8 de abril de 1887) foi um astrônomo francês, especialista em espectroscopia.
Começando em 1881 associou-se ao novo Observatório de Nice, onde empreendeu uma observação prolongada do sol usando um espectroscópio de fabricação própria. No processo registrou um espectro solar consistindo de 3 mil linhas espectrais na faixa óptica.
Em 1882 associou-se a André Puiseux em uma expedição ao Egito para observar o eclipse solar de 17 de maio. No mesmo ano viajou para Portugal para observar o trânsito de Vênus. Durante a oposição de Marte em 1886 assistiu o diretor do observatório Henri Joseph Anastase Perrotin na observação do planeta com um telescópio refletor de 15 polegadas. Ambos relataram ter identificado canais na superfície do planeta, confirmando aparentemente a descoberta de 1877 pelo astrônomo italiano Giovanni Schiaparelli.